# Myštice
Myštice es una localidad del distrito de Strakonice en la región de Bohemia Meridional, República Checa, con una población estimada, a principios del año 2021, de 271 habitantes. 
Se encuentra ubicada al noroeste de la región, cerca de la orilla del río Moldava —el principal afluente del río Elba— y de la frontera con las regiones de Pilsen y Bohemia Central.